# 群衆 (歌曲)
『群衆』（ぐんしゅう、原題：La Foule）は、シャンソンとして有名な曲で、エディット・ピアフの歌唱が有名。

## 概要
バルス・ペルアーノ（ペルー風ワルツ）の曲"Que nadie sepa mi sufrir"（誰も私の苦しみを知らないなんて）が、1936年にアルゼンチンでリリースされたのが、この曲の初登場である。作曲はアンヘル・カブラル（Ángel Cabral）、作詞はエンリケ・ディセオ（Enrique Dizeo）で、共にアルゼンチン人である。
1953年にアルゼンチンに旅行していたエディット・ピアフが、吹き込まれたレコードをたまたま聴いて気に入り、ミシェル・リブゴーシュ（Michel Rivgauche）がフランス語の歌詞をつけたヴァージョンを歌って、1957年にヒットさせた。以後、この曲はシャンソンとして有名になった。歌詞なしのアコーディオン演奏も聴かれる。
日本でも、加藤登紀子や沢田研二がカヴァーしている。
なお、原曲は3拍子であるが、2拍子のヴァージョンもよく聴かれる。

## カヴァー
- エディット・ピアフ
- 加藤登紀子
- 沢田研二
- 美川憲一 - 歌手生活45周年記念企画アルバム『ドラマチックシャンソン〜モンパルナスの肖像〜』（2009年6月3日）
- 春野寿美礼 - 越路吹雪トリビュートアルバム『越路吹雪に捧ぐ』（2016年12月21日）収録[1]